# Jaime Sabines
Œuvres principales
- Maltiempo

Jaime Sabines Gutiérrez (né le 25 mars 1926 et mort le 19 mars 1999 à l'âge de 72 ans) était un poète contemporain mexicain. Il est aussi connu sous le surnom « le tireur d'élite de la littérature » parce qu'il faisait partie d'un groupe qui a transformé la littérature en réalité. Il a écrit dix volumes de poésie et son travail a été traduit dans plus de douze langues. Ses écrits relatent l'expérience des gens ordinaires dans des endroits comme la rue, l'hôpital et les aires de jeux. Jaime Sabines était aussi un homme politique.

## Poésies
- Horal (1950)
- La señal (1951)
- Adán y Eva (1952)
- Tarumba (1956)
- Diario semanario y poemas en prosa (1961)
- Poemas sueltos (1951–1961)
- Yuria (1967)
- Tlatelolco (1968)
- Maltiempo (1972)
- Algo sobre la muerte del Mayor Sabines (1973)
- Otros poemas sueltos (1973–1994)
- Nuevo recuento de poemas (1977)
- Los amorosos: Cartas a Chepita (2009)
- Love Poems, traduit par Colin Carberry (2011, Biblioasis)

## Prix
- 1959 Chiapas, El Ateneo de Ciencias y Artes de Chiapas Prize.
- 1964 Scholarship granted accordé par le Centro Mexicano de Escritores (Centre mexicain des écrivains)
- 1973 Xavier Villaurrutia Award pour Maltiempo[1].
- 1982 Elías Sourasky Award
- 1983 Prix national pour les arts et la science de Mexico[2].
- 1986 Prix Juchiman de Plata
- 1991 Médaille de Mexico
- 1994 Belisario Domínguez Medal of Honor
- 1996 Premio Mazatlán de Literatura, pour Pièces de l'ombre